# Летняя школа «Современная математика»
Летняя школа «Современная математика» имени Виталия Арнольда, сокращённо ЛШСМ, — российская ежегодная летняя школа, проходящая с 2001 года в городе Дубна, на границе Московской области с Тверской областью.
Школа рассчитана на старшеклассников (окончивших 10 или 11 класс) и студентов младших курсов (окончивших 1 или 2 курс). В ней преподаются вопросы уровня университетского курса, а на некоторых занятиях — вопросы на границе современных математических знаний.

## Организация
Школа проходит на базе Объединённого института ядерных исследований.
Организаторы школы — Отделение математических наук РАН, Математический институт имени В. А. Стеклова РАН, Департамент образования и науки города Москвы, Московский государственный университет, Факультет математики ВШЭ и Московский центр непрерывного математического образования.
Главой школы до своей смерти в 2016 году был В. Д. Арнольд, с 2017 года школа носит его имя.
До роспуска в 2015 году школу финансировал фонд Дмитрия Зимина «Династия».
Занятия в школе проводят действующие учёные России и других стран, среди них как молодые математики, так и ведущие учёные. Например, лекции в школе читали академики и члены-корреспонденты Российской академии наук В. И. Арнольд, Д. В. Аносов, Л. Д. Беклемишев, А. А. Болибрух, В. М. Бухштабер, В. А. Васильев, А. А. Гайфуллин, А. Г. Кузнецов, Ю. В. Матиясевич, С. П. Новиков, Д. О. Орлов, И. А. Панин, В. Ю. Протасов, А. А. Разборов, А. Н. Ширяев.

## Описание

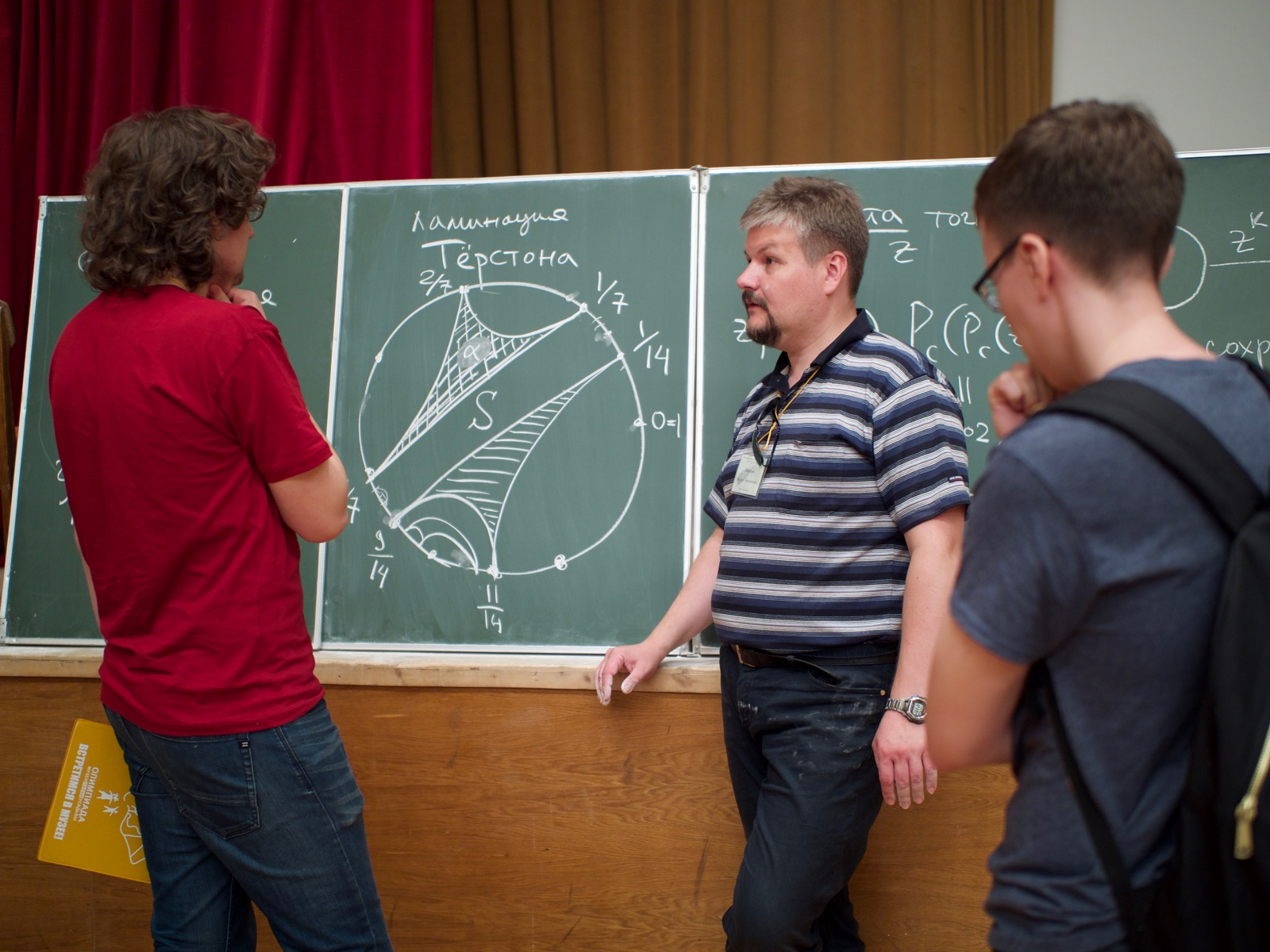
Тиморин, Владлен Анатольевич разъясняет материал после занятия, 2017 год.

Школа рассчитана на школьников 10-11 классов, но в ней также принимают участие студенты 1-2 курсов, примерно 90 человек. Значительная часть учащихся — из Москвы, но принимает участие довольно много школьников из Санкт-Петербурга и Ростова-на-Дону, а также других городов. Многие учащихся поступают в школу по математическим олимпиадам и потому имеют полную или частичную скидку; для других приём производится по результатам вступительных анкет.
Школа длится две недели, на протяжении которых проходят 70-80 лекций или семинаров. Занятия длятся 74 минуты и группируются в курсы, обычно по четыре занятия. Занятия пересекаются друг с другом, поэтому школьники выбирают только некоторые из них.
В школе неформальная, демократичная атмосфера, благодаря которой школьники могут общаться с состоявшимися учёными. Помимо занятий проходят литературные, музыкальные и прочие вечера под руководством А. И. Буфетова. Также имеется олимпиадная группа для школьников 9 класса.
По завершении школы по многим курсам выпускаются брошюры.

## Отзывы

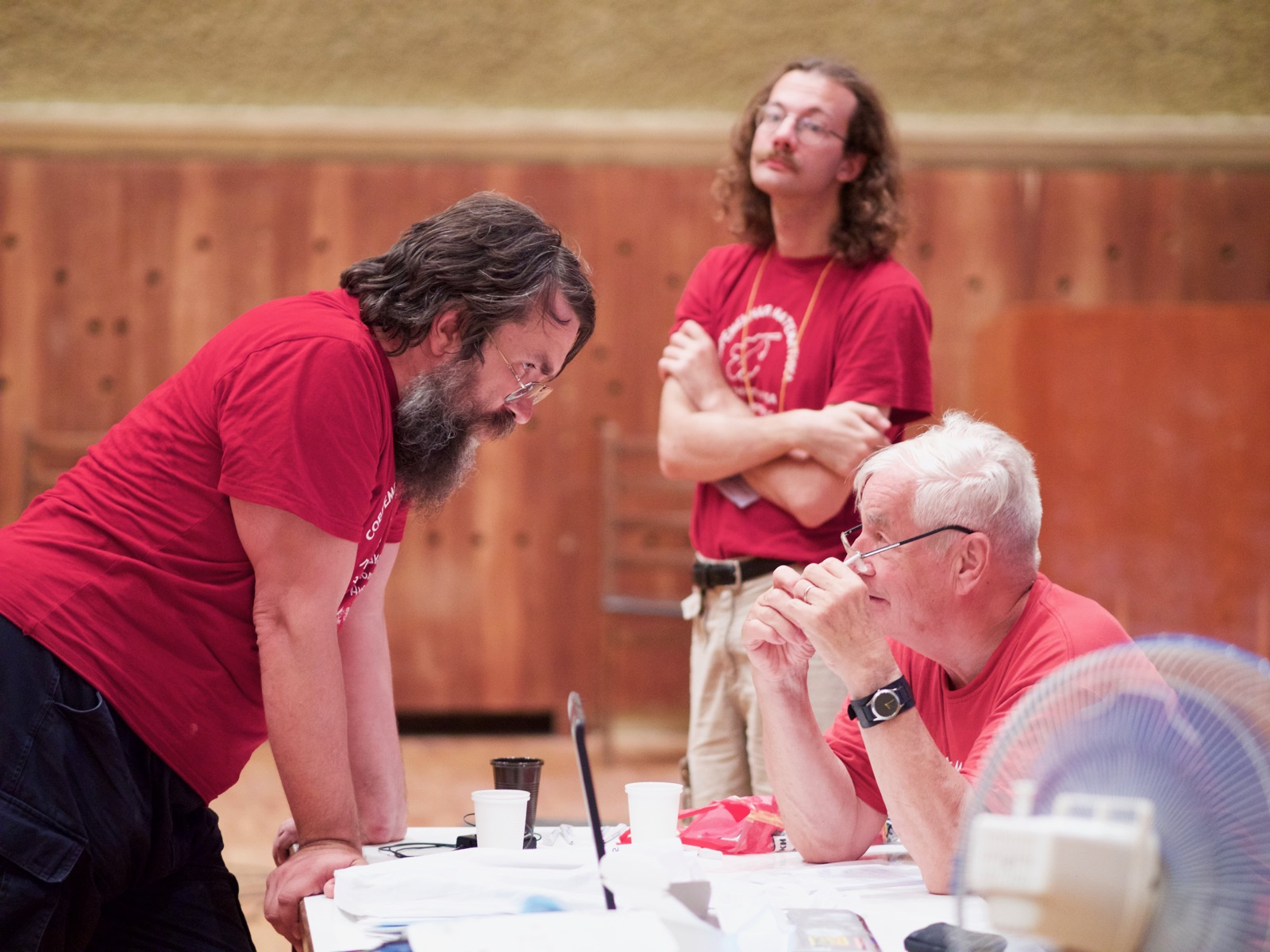
Организаторы ЛШСМ — В. Д. Арнольд, Клепцын, Виктор Алексеевич и А. Б. Сосинский — на школе 2016 года.

- Ю. С. Ильяшенко отмечает, что школа предоставляет «очень редкую и очень ценную возможность для школьников и студентов — общаться с лучшими математиками страны и мира»[1].
- В. А. Клепцын[вд] называет замечательной идеей то, что «за четыре занятия, из которых обычно состоит курс, можно „рывком“ дойти от багажа знаний студента или матшкольника до того, чем занимается современная математика»[1].
- С. К. Ландо считает, что «перед слушателями раскрывается широкий спектр направлений современной математики, и у них появляются неограниченные возможности выбирать себе направление по вкусу»[1].
- А. М. Райгородский пишет, что школа даёт ему «возможность донести до начинающего математика массу полезной информации, увлечь его той областью науки, которой [он] сам занима[ется]»[1].
- А. Б. Сосинский отмечает, что школьники и состоявшиеся учёные имеют возможность общаться друг с другом в неформальной обстановке — в школе «нет дистанции между академиком и школьником»[1].